# Kharupatia
Kharupatia è una suddivisione dell'India, classificata come town committee, di 17.784 abitanti, situata nel distretto di Darrang, nello stato federato dell'Assam. In base al numero di abitanti la città rientra nella classe IV (da 10.000 a 19.999 persone).

## Geografia fisica
La città è situata a 26° 31' 0 N e 92° 7' 60 E e ha un'altitudine di nn m s.l.m..

## Società

### Evoluzione demografica
Al censimento del 2001 la popolazione di Kharupatia assommava a 17.784 persone, delle quali 9.607 maschi e 8.177 femmine. I bambini di età inferiore o uguale ai sei anni assommavano a 2.148, dei quali 1.099 maschi e 1.049 femmine. Infine, coloro che erano in grado di saper almeno leggere e scrivere erano 13.035, dei quali 7.447 maschi e 5.588 femmine.